# Hilsen Halvdan
Hilsen Halvdan är ett livealbum med Halvdan Sivertsen. Albumet spelades in i Bodø Kulturhus och utgavs 1991 av skivbolaget Plateselskapet A/S och återutgavs 1994 av Grappa Musikkforlag AS och 1997 av Mega Records.

## Låtlista
1. "Ti tusen tommeltotta" – 3:09
2. "Kjærlighetsvisa" – 3:39
3. "Levende lyd" – 2:52
4. "Sommerfuggel i vinterland" – 4:19
5. "Frihet" – 6:32
6. "Hus ved havet" – 3:51
7. "Prøv igjen" – 4:57
8. "Venner" – 3:09
9. "Nordaførr - vårvisa" – 4:04
10. "Charlie" – 3:55
11. "Speil" – 3:30
12. "Kjerringøy" – 3:42
13. "Tenne på musikk" – 3:10
14. "Josefs julevise" – 4:22
15. "Sangen om i morra" – 3:36
16. "Førr ei dame" – 3:17
17. "Fin morra" – 3:59

- Alla låtar skrivna av Halvdan Sivertsen.

## Medverkande
Musiker
- Halvdan Sivertsen – sång, akustisk gitarr
- Børge Petersen-Øverleir – gitarr
- Finn Robert Olsen – gitarr
- Geir Tømmerberg – keyboard
- Bjørn Andor Drage – keyboard, arrangement, dirigent
- Terje Venaas – kontrabas
- Rune Mathisen, Finn Sletten – percussion
- Henning Gravrok – sopransaxofon, tenorsaxofon
- Øystein Fjeldberg – flygelhorn, piccolaflöjt
- Domkameratene – körsång
  - Altstämma: – Anlaug Skjærvik, Anne Høyfosslett, Bergliot Marie Haugli, Hallgerd Antonsen, Helga Holte
  - Basstämma: – Brynjar Gevik, Brynjulf Bech, Hans Aksel Johnsen, Jan Arthur Lorentzen, Tore Hongset
  - Sopranstämma: – Anne Grethe Sivertsen, Ellen Hegseth, Ingrid Drevvatne, Kristin Kostopoulos, Lillian Skogmo, Lisbeth Sandvin, Marie Stokke, Marit Ellisiv Bakken
  - Tenorstämma – Brigt Samdal, Konrad Nikolaisen, Lars Mostad, Lasse Holm, Nils Drage

Produktion
- Svein Gundersen – musikproducent
- Truls Birkeland, Ingar Helgesen – ljudtekniker
- Arvid Larsen, Tor Waageng – foto